# Lauenen
Lauenen és un municipi del cantó de Berna (Suïssa), situat al districte de Saanen.